# Каль-на-Майні
Каль-ам-Майн (нім. Kahl am Main) — громада в Німеччині, розташована в землі Баварія. Підпорядковується адміністративному округу Нижня Франконія. Входить до складу району Ашаффенбург.
Площа — 10,63 км2. Населення становить 8203 ос. (станом на 31 грудня 2020).